# Mystrocnemis fossulata
Mystrocnemis fossulata är en skalbaggsart som beskrevs av Stefan von Breuning 1956. Mystrocnemis fossulata ingår i släktet Mystrocnemis och familjen långhorningar.
Artens utbredningsområde är:
- Kenya.
- Malawi.

Inga underarter finns listade i Catalogue of Life.